# David Brodie (hokej na travi)
David L. S. Brodie je bivši britanski hokejaš na travi. 
Osvojio je srebrno odličje igrajući za Uj. Kraljevstvo na hokejaškom turniru na Olimpijskim igrama 1948. u Londonu.

## Vanjske poveznice
- Profil na Sports-Reference.com[neaktivna poveznica]